# Fabolous

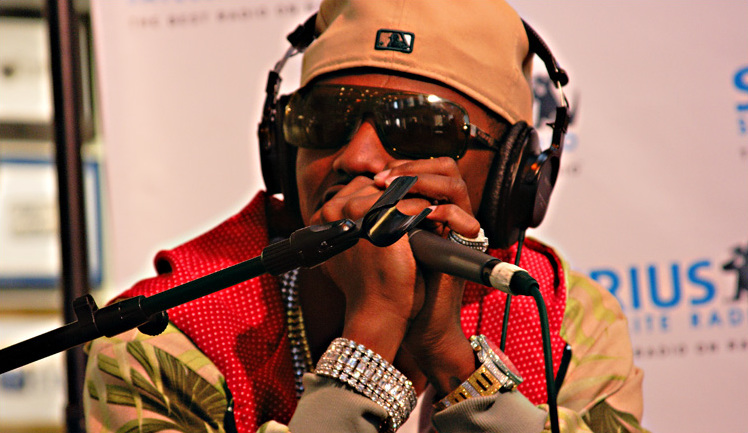
Fabolous (2007)

Fabolous (* 18. November 1977 in Brooklyn, New York; eigentlich John Jackson) ist ein US-amerikanischer Rapper. Er ist auch unter dem Namen „Loso“ bekannt.

## Leben
Als 18-Jähriger wurde er bei der Plattenfirma Desert Storm unter Vertrag genommen. Dort veröffentlichte er mehrere Mixtapes. Durch die Kooperation Desert Storm von Elektra machte er sich auch im Mainstream-Rap, durch Feature, einen Namen.
Am 11. September 2001 wurde sein erstes Album Ghetto Fabolous veröffentlicht. Das Album verkaufte sich trotz der Anschläge in New York und rückläufiger Umsätze der Musikindustrie bis Jahresende über 500.000 Mal. Auch sein zweites Album Street Dreams konnte an den Erfolg anschließen.
In seinen Texten verarbeitet er u. a. persönliche Ereignisse, wie zum Beispiel die Ermordung eines Freundes bei einem Bandenkrieg (Can u hear me). 2003 war er im Spiel NBA Live von EA Sports mit dem Song It’s in the Game zu hören.
In Deutschland ist er vor allem durch den Nummer-eins-Hit Never Leave You (Uh Oooh, Uh Oooh) zusammen mit Lumidee und Busta Rhymes bekannt geworden.
Fabolous ist zudem der Gründer der Modemarke Rich Yung.
2006 hatte Fabolous seinen ersten Auftritt als Schauspieler, indem er in Scary Movie 4 einen Mann mit einer Pistole spielte.
Im Juni 2007 wurde das Album From Nothin’ to Somethin’ veröffentlicht. Auf diesem haben unter anderem die Rapper Swizz Beatz, Jay-Z, T-Pain, Akon und Joe Budden Gastauftritte. From Nothin’ to Somethin’ wurde mit einer Goldenen Schallplatte ausgezeichnet.
Das Nachfolgealbum Loso’s Way wurde in der Debütwoche 99.000 Mal verkauft und erreichte damit Platz 1 in den Billboard 200.
Im Dezember 2014 erschien Fabolous' sechstes Studioalbum The Young OG Project mit Gastbeiträgen von French Montana, Chris Brown und Kevin Hart. Es erreichte bereits in der ersten Woche Platz 12 der Billboard 200.

## Gesetzesüberschreitungen
Am 17. Oktober 2006 wurde der Rapper in Manhattan angeschossen. Fabolous verließ Diddys Restaurant Justin’s mit drei Begleitern. Auf dem Weg durch ein Parkhaus wurde daraufhin von einem Unbekannten auf die Gruppe geschossen. Fabolous traf eine Kugel in den Oberschenkel. Auf dem Weg ins Krankenhaus wurde Fabolous mit seinen Begleitern in einem Dodge Magnum von der Polizei angehalten. Diese fand zwei unregistrierte Handfeuerwaffen im Wagen des Rappers, was zur Verhaftung der Gruppe führte. Im Krankenhaus des Gefängnisses wurde Fabolous behandelt.
Das NYPD ging zunächst davon aus, dass es sich bei der Attacke auf die Crew von Fabolous um einen Raubüberfall gehandelt haben muss. Grund für diese Annahme war, dass wenige Minuten zuvor dem NBA-Spieler Sebastian Telfair eine Kette im Wert von 64.000 Dollar vom Hals gerissen wurde. Der Boston-Celtics-Spieler gab nach dem Überfall eine Täterbeschreibung bei der Polizei an.
Einige Zeit später jedoch konnte mithilfe von Aufnahmen, die mit einer Security-Kamera gemacht wurden, festgestellt werden, dass es sich bei dem Täter, der Telfair die Kette entrissen hatte, um ein Mitglied von Fabolous Gang gehandelt hat. Dieser gesellte sich nach dem Raub zu Fabolous im Restaurant Justin’s. Telfair rief währenddessen statt der Polizei seine eigene „Crew“ und erwartete den Täter vor dem Restaurant. Einige Zeit später kam es zu dem Schusswechsel. Der Schütze, der Fabolous angeschossen hatte, wurde jedoch nie ausfindig gemacht.

## Diskografie

### Studioalben
| Jahr | Titel                                      | Höchstplatzierung, Gesamtwochen, AuszeichnungChartplatzierungen (Jahr, Titel, Platzierungen, Wochen, Auszeichnungen, Anmerkungen) | Höchstplatzierung, Gesamtwochen, AuszeichnungChartplatzierungen (Jahr, Titel, Platzierungen, Wochen, Auszeichnungen, Anmerkungen) | Höchstplatzierung, Gesamtwochen, AuszeichnungChartplatzierungen (Jahr, Titel, Platzierungen, Wochen, Auszeichnungen, Anmerkungen) | Anmerkungen                                                    |
| Jahr | Titel                                      | CH | UK | US | Anmerkungen                                                    |
| ---- | ------------------------------------------ | --- | --- | --- | -------------------------------------------------------------- |
| 2001 | Ghetto Fabolous                            | — | — | US4 Platin · (33 Wo.)US | Erstveröffentlichung: 11. September 2001 Verkäufe: + 1.000.000 |
| 2003 | Street Dreams                              | — | UK51 Gold · (21 Wo.)UK | US3 Platin · (35 Wo.)US | Erstveröffentlichung: 4. März 2003 Verkäufe: + 1.107.500       |
| 2004 | Real Talk                                  | — | UK66 (2 Wo.)UK | US6 Gold · (16 Wo.)US | Erstveröffentlichung: 9. November 2004 Verkäufe: + 500.000     |
| 2007 | From Nothin’ to Somethin’                  | CH55 (1 Wo.)CH | UK89 (1 Wo.)UK | US2 Gold · (21 Wo.)US | Erstveröffentlichung: 12. Juni 2007 Verkäufe: + 500.000        |
| 2009 | Loso’s Way                                 | — | — | US1 Gold · (16 Wo.)US | Erstveröffentlichung: 28. Juli 2009 Verkäufe: + 500.000        |
| 2014 | The Young OG Project                       | — | — | US12 (9 Wo.)US | Erstveröffentlichung: 25. Dezember 2014                        |
| 2017 | Friday on Elm Street                       | — | — | US10 (3 Wo.)US | Erstveröffentlichung: 24. November 2017 mit Jadakiss           |
| 2019 | Summertime Shootout 3: Coldest Summer Ever | — | — | US7 (9 Wo.)US | Erstveröffentlichung: 29. November 2019                        |

### Mixtapes
| Jahr | Titel                                                 | Höchstplatzierung, Gesamtwochen, AuszeichnungChartsChartplatzierungen (Jahr, Titel, Platzierungen, Wochen, Auszeichnungen, Anmerkungen) | Anmerkungen                            |
| Jahr | Titel                                                 | US | Anmerkungen                            |
| ---- | ----------------------------------------------------- | --- | -------------------------------------- |
| 2003 | More Street Dreams Pt. 2: The Mixtape                 | US28 (3 Wo.)US | Erstveröffentlichung: 4. November 2003 |
| 2010 | There Is No Competition 2: The Grieving Music Mixtape | US32 (3 Wo.)US | Erstveröffentlichung: 31. August 2010  |

Weitere Mixtapes
- 2003: Street Dreams Pt. 2
- 2005: My Life Is Fabolous
- 2005: Internationally Known
- 2005: Real Talk: The Mixtape (Nothing But the Freestyles)
- 2005: Inventing the Remix
- 2006: Loso’s Way
- 2007: It’s My Year
- 2008: There Is No Competition (mit DJ Drama)
- 2010: There Is No Competition 2: The Funeral Service (mit DJ Drama)
- 2011: The S.O.U.L. Tape
- 2011: There Is No Competition 3: Death Comes in 3’s (mit DJ Drama)
- 2012: The S.O.U.L. Tape 2
- 2013: The S.O.U.L. Tape 3
- 2015: Summertime Shootout
- 2016: Summertime Shootout 2: The Level Up

### Singles als Leadmusiker
| Jahr | Titel Album                                                             | Höchstplatzierung, Gesamtwochen, AuszeichnungChartplatzierungen (Jahr, Titel, Album, Platzierungen, Wochen, Auszeichnungen, Anmerkungen) | Höchstplatzierung, Gesamtwochen, AuszeichnungChartplatzierungen (Jahr, Titel, Album, Platzierungen, Wochen, Auszeichnungen, Anmerkungen) | Höchstplatzierung, Gesamtwochen, AuszeichnungChartplatzierungen (Jahr, Titel, Album, Platzierungen, Wochen, Auszeichnungen, Anmerkungen) | Höchstplatzierung, Gesamtwochen, AuszeichnungChartplatzierungen (Jahr, Titel, Album, Platzierungen, Wochen, Auszeichnungen, Anmerkungen) | Anmerkungen                                                                             |
| Jahr | Titel Album                                                             | DE | CH | UK | US | Anmerkungen                                                                             |
| ---- | ----------------------------------------------------------------------- | --- | --- | --- | --- | --------------------------------------------------------------------------------------- |
| 2001 | Can’t Deny It Ghetto Fabolous                                           | — | — | — | US25 (20 Wo.)US | Erstveröffentlichung: 19. Juni 2001 feat. Nate Dogg                                     |
| 2002 | Young’n (Holla Back) Ghetto Fabolous                                    | — | — | — | US33 (20 Wo.)US | Erstveröffentlichung: 15. Januar 2002                                                   |
| 2002 | Trade It All Pt. 2 Street Dreams                                        | DE79 (6 Wo.)DE | — | — | US20 (18 Wo.)US | Erstveröffentlichung: 2002 feat. Jagged Edge und P. Diddy                               |
| 2003 | Can’t Let You Go Street Dreams                                          | DE70 (3 Wo.)DE | CH95 (2 Wo.)CH | UK14 Silber · (8 Wo.)UK | US4 (23 Wo.)US | Erstveröffentlichung: 27. Mai 2003 Verkäufe: + 200.000; feat. Lil’ Mo und Mike Shorey   |
| 2003 | Into You Street Dreams                                                  | — | CH87 (3 Wo.)CH | UK18 Platin · (6 Wo.)UK | US4 (26 Wo.)US | Erstveröffentlichung: 15. Juli 2003 Verkäufe: + 665.000; feat. Tamia                    |
| 2004 | Breathe Real Talk                                                       | DE65 (8 Wo.)DE | CH46 (11 Wo.)CH | UK28 (8 Wo.)UK | US10 Platin · (20 Wo.)US | Erstveröffentlichung: 31. August 2004 Verkäufe: + 1.000.000                             |
| 2005 | Baby Real Talk                                                          | — | — | UK41 (3 Wo.)UK | US71 (9 Wo.)US | Erstveröffentlichung: 24. März 2005 feat. Mike Shorey                                   |
| 2007 | Diamonds From Nothin’ to Somethin’                                      | — | — | — | US83 (1 Wo.)US | Erstveröffentlichung: 3. April 2007 feat. Young Jeezy                                   |
| 2007 | Make Me Better From Nothin’ to Somethin’                                | — | — | — | US8 Platin (Mastertone) · (21 Wo.)US | Erstveröffentlichung: 15. Mai 2007 Verkäufe: + 1.000.000; feat. Ne-Yo                   |
| 2007 | Baby Don’t Go From Nothin’ to Somethin’                                 | — | — | — | US23 Gold · (20 Wo.)US | Erstveröffentlichung: 22. Mai 2007 Verkäufe: + 500.000; feat. T-Pain und Jermaine Dupri |
| 2009 | Throw It in the Bag Loso’s Way                                          | — | — | — | US14 Platin · (23 Wo.)US | Erstveröffentlichung: 12. Mai 2009 Verkäufe: + 1.000.000; feat. The-Dream               |
| 2010 | You Be Killin’ Em There Is No Competition 2: The Grieving Music Mixtape | — | — | — | US63 Gold · (18 Wo.)US | Erstveröffentlichung: 23. November 2010 Verkäufe: + 500.000                             |
| 2013 | Ready –                                                                 | — | — | — | US93 Gold · (8 Wo.)US | Erstveröffentlichung: 17. Januar 2013 Verkäufe: + 500.000; feat. Chris Brown            |
| 2021 | Make Some Money –                                                       | — | CH57 (1 Wo.)CH | — | — | Erstveröffentlichung: 2021 mit Dave East feat. Snoop Dogg                               |

Weitere Singles
| - 2002: Comedy Central (feat. Clipse) - 2002: Automatic (feat. E-40) - 2002: This Is My Party - 2003: Make U Mine (feat. Mike Shorey) - 2003: Drink Up (feat. Bizzy Bone) - 2004: Caught Up Remix (feat. Usher) - 2005: Do the Damn Thang (feat. Young Jeezy) - 2005: Dale Done Dale (Remix) (feat. Don Omar) - 2005: Get Right (Remix) (feat. Jennifer Lopez) - 2005: Boogie Oogie Oogie (feat. Brooke Valentine & Yo Yo) - 2005: Murda (Mase Diss) (feat. Paul Cain) - 2005: Bling Blaow (feat. Red Café) - 2005: Hypnotic (feat. Syleena Johnson & R. Kelly) - 2006: Is It Good to You (feat. Yummy Bingham & Red Café) - 2006: Still Can’t Deny (feat. XL) - 2006: Bad Girl (feat. Black Buddafly) - 2006: She Takes Your Money (feat. Good Charlotte & Karen O) - 2006: Don’t Stop (feat. Alfonzo Hunter) - 2006: Too Gangsta (feat. Nasty Nate) - 2007: Top of the Game (feat. Tony Parker & Booba) - 2007: Change Up (feat. Akon) - 2008: Finer Things (feat. DJ Felli Fel, Kanye West, Jermaine Dupri & Ne-Yo) - 2008: Addiction (feat. Ryan Leslie & Cassie) - 2008: I Can’t Hear the Music (feat. Brutha) - 2008: Good Lovin’ (feat. Slim & Ryan Leslie) - 2009: Rocking That Thing Official Remix (feat. The-Dream, Juelz Santana, Rick Ross & Ludacris) - 2009: My Time (feat. Jeremih, US: Gold) | - 2009: A Toast to the Good Life - 2009: Everything, Everyday, Everywhere (feat. Keri Hilson & Ryan Leslie) - 2009: More Than Love (feat. Amerie) - 2009: Imma Do It (feat. Kobe) - 2009: Everything, Everyday, Everywhere Remix by Mr Dhero (feat. Keri Hilson & Ryan Leslie) - 2010: I’m Ill (feat. Red Café) - 2010: Cakes (feat. RydazNRtist) - 2010: Money Money Money (feat. Red Café) - 2010: For the Money (feat. Nicki Minaj) - 2010: Baby I Like It (feat. Kevin Cossom & Diddy) - 2010: Swagger Right (feat. RichGirl & Rick Ross) - 2010: Start It Up (feat. Lloyd Banks, Kanye West, Swizz Beatz & Ryan Leslie) - 2011: It Ain’t Over Til It’s Over (feat. DJ Khaled, Mary J. Blige & Jadakiss) - 2011: Body Ya - 2013: About That Life (feat. DJ Kayslay, T-Pain, Rick Ross, Nelly & French Montana) - 2013: When I Feel Like It (feat. 2 Chainz) - 2013: All That (Lady) (feat. The Game, Lil Wayne, Big Sean & Jeremih) - 2013: Life Is So Exciting (feat. Pusha T) - 2013: Slow It Down (feat. The-Dream) - 2013: So NY - 2013: Know You Better (feat. Omarion & Pusha T) - 2014: Lituation - 2014: Ball Drop - 2014: Pretty Gang (feat. Red Café) - 2016: Fly (feat. Jessica) - 2016: Flex (feat. Joe Budden & Tory Lanez) |

### Singles als Gastmusiker
| Jahr | Titel Album                                      | Höchstplatzierung, Gesamtwochen, AuszeichnungChartplatzierungen (Jahr, Titel, Album, Platzierungen, Wochen, Auszeichnungen, Anmerkungen) | Höchstplatzierung, Gesamtwochen, AuszeichnungChartplatzierungen (Jahr, Titel, Album, Platzierungen, Wochen, Auszeichnungen, Anmerkungen) | Höchstplatzierung, Gesamtwochen, AuszeichnungChartplatzierungen (Jahr, Titel, Album, Platzierungen, Wochen, Auszeichnungen, Anmerkungen) | Höchstplatzierung, Gesamtwochen, AuszeichnungChartplatzierungen (Jahr, Titel, Album, Platzierungen, Wochen, Auszeichnungen, Anmerkungen) | Höchstplatzierung, Gesamtwochen, AuszeichnungChartplatzierungen (Jahr, Titel, Album, Platzierungen, Wochen, Auszeichnungen, Anmerkungen) | Anmerkungen                                                                               |
| Jahr | Titel Album                                      | DE | AT | CH | UK | US | Anmerkungen                                                                               |
| --- | ------------------------------------------------ | --- | --- | --- | --- | --- | ----------------------------------------------------------------------------------------- |
| 2001 | Superwoman Pt. II Based on a True Story          | — | — | — | — | US11 (22 Wo.)US | Erstveröffentlichung: 6. März 2001 mit Lil’ Mo                                            |
| 2002 | Basketball Like Mike Soundtrack                  | DE81 (5 Wo.)DE | — | CH53 (7 Wo.)CH | — | — | Erstveröffentlichung: 24. Juni 2002 mit Lil’ Bow Wow feat. Jermaine Dupri und Fundisha    |
| 2003 | 4Ever Meet the Girl Next Door                    | — | — | — | — | US37 (20 Wo.)US | Erstveröffentlichung: 18. Februar 2003 mit Lil’ Mo                                        |
| 2003 | Never Leave You (Uh Oooh, Uh Oooh) Almost Famous | DE1 Platin · (19 Wo.)DE | AT4 (18 Wo.)AT | CH1 Gold · (27 Wo.)CH | UK2 Gold · (18 Wo.)UK | US3 (20 Wo.)US | Erstveröffentlichung: 2003 Verkäufe: + 745.000; mit Lumidee feat. Busta Rhymes            |
| 2004 | Dip It Low It’s About Time                       | — | — | — | UK2 Gold · (13 Wo.)UK | US5 Gold · (30 Wo.)US | Erstveröffentlichung: 7. April 2004 Verkäufe: + 700.000; mit Christina Milian             |
| 2004 | Badaboom Street Style Soundtrack                 | — | — | — | UK26 (5 Wo.)UK | US59 (8 Wo.)US | Erstveröffentlichung: 2004 mit B2K                                                        |
| 2007 | Shawty Is a 10 Love Hate                         | — | — | — | — | US17 Gold · (20 Wo.)US | Erstveröffentlichung: 10. Juli 2007 Verkäufe: + 500.000; mit The-Dream                    |
| 2008 | You Ain’t Got Nuthin’ Tha Carter III             | — | — | — | — | US81 (1 Wo.)US | Erstveröffentlichung: 10. Juni 2008 mit Lil Wayne feat. Juelz Santana                     |
| 2008 | She Got Her Own Intuition                        | — | — | — | — | US54 (20 Wo.)US | Erstveröffentlichung: 14. Dezember 2008 mit Jamie Foxx feat. Ne-Yo                        |
| 2009 | Say Aah Ready                                    | — | — | — | — | US9 ×2Doppelplatin · (29 Wo.)US | Erstveröffentlichung: 12. Januar 2010 Verkäufe: + 2.000.000; Trey Songz feat. Fabolous    |
| 2011 | Oh My Third Power                                | — | — | — | — | US95 (3 Wo.)US | Erstveröffentlichung: 13. Mai 2011 DJ Drama feat. Fabolous, Roscoe Dash und Wiz Khalifa   |
| 2013 | She Don’t Put It Down (Remix) No Love Lost       | — | — | — | — | US96 (1 Wo.)US | Erstveröffentlichung: 5. Februar 2013 Joe Budden feat. Lil Wayne, Tank, Fabolous & Twista |
| Folgende Lieder erschienen nicht als Single, wurden aber durch das Album zum Download und Streaming bereitgestellt und konnten somit eine Platzierung erlangen: |                                                  | | | | | |                                                                                           |
| |                                                  | | | | | |                                                                                           |
| 2018 | Uptown Vibes Championships                       | — | — | — | — | US39 Gold · (3 Wo.)US | Verkäufe: + 500.000; Meek Mill feat. Fabolous & Anuel AA                                  |

## Auszeichnungen für Musikverkäufe
| Goldene Schallplatte - Australien - 2003: für die Single Into You - Kanada - 2019: für die Single Say Aah - Neuseeland - 2024: für das Album Street Dreams | 3× Platin-Schallplatte - Neuseeland - 2025: für die Single Into You |

Anmerkung: Auszeichnungen in Ländern aus den Charttabellen bzw. Chartboxen sind in ebendiesen zu finden.
| Land/RegionAuszeichnungen für Musikverkäufe (Land/Region, Auszeichnungen, Verkäufe, Quellen) | Silber  | Gold       | Platin       | Verkäufe   | Quellen              |
| -------------------------------------------------------------------------------------------- | ------- | ---------- | ------------ | ---------- | -------------------- |
| Australien (ARIA)                                                                            | —       | Gold1      | —            | 35.000     | aria.com.au          |
| Deutschland (BVMI)                                                                           | —       | —          | Platin1      | 300.000    | musikindustrie.de    |
| Kanada (MC)                                                                                  | —       | Gold1      | —            | 40.000     | musiccanada.com      |
| Neuseeland (RMNZ)                                                                            | —       | Gold1      | 3× Platin3   | 97.500     | radioscope.co.nz NZ2 |
| Schweiz (IFPI)                                                                               | —       | Gold1      | —            | 20.000     | hitparade.ch         |
| Vereinigte Staaten (RIAA)                                                                    | —       | 7× Gold7   | 7× Platin7   | 10.500.000 | riaa.com             |
| Vereinigtes Königreich (BPI)                                                                 | Silber1 | 3× Gold3   | Platin1      | 1.700.000  | bpi.co.uk            |
| Insgesamt                                                                                    | Silber1 | 14× Gold14 | 12× Platin12 |            |                      |